# Patricia Carolina Caballero Peña
Patricia Carolina Caballero Peña (* 28. April 1984 in Asunción) ist eine paraguayische Beachvolleyballspielerin.

## Karriere
Caballero Peña erreichte bei der Continental Tour 2013 mit Ighirda Nathalia Sanabria Patiño einen fünften Platz. Anschließend bildete sie ein Duo mit Michelle Valiente, das beim kontinentalen Wettbewerb zweimal Neunter sowie Fünfter und Vierter wurde. Beim Grand Slam in Corrientes traten die beiden Paraguayerinnen erstmals bei einem Turnier der FIVB World Tour auf. Außerdem qualifizierten sie sich für die WM 2013 in Stare Jabłonki. Dort schieden sie allerdings nach drei Niederlagen in den Gruppenspielen nach der Vorrunde aus. Nach einer Pause bestritten die beiden 2015 noch ein Turnier gemeinsam, scheiterten jedoch bei den Rio Open bereits in der ersten Qualifikationsrunde.
In der folgenden Saison bildete Pati zunächst mit Gabriela Filippo ein Beachduo. Bestes Resultat dieser Zusammenarbeit war der Einzug in die Vorschlussrunde beim CSVP-Event in Ancón. Die Veranstaltungen der FIVB World Tour im gleichen Jahr in Fortaleza und Long Beach mit Erika Bobadilla endeten für die in der Hauptstadt ihres Heimatlandes geborenen Sportlerinnen sieglos. Die beiden schafften es jedoch ins Endspiel des Continental Cup Final in Rosario. Anschließend traten Filippo und Caballero wieder gemeinsam bei der Südamerikatour an. Ein Viertelfinale war das einzig erwähnenswerte Ergebnis. Besser lief es danach mit Michelle. Die Paraguayerinnen erreichten zwei weitere Finalteilnahmen bei der Beachserie ihres Heimatkontinents und die Runde der besten acht Teams beim Ein-Stern-Event in Knokke-Heist, nahmen 2019 an der Weltmeisterschaft in Hamburg teil und wurden einen Monat später Siebte bei den Panamerikanischen Spielen. Mit Laura Ovelar gelang Patricia Caballero im drittletzten Wettkampf ihrer Karriere beim Asunción SF Continental Cup 2021 ein Sieg, bevor sie nach zwei siebten Plätzen bei CSVP-Turnieren mit Michelle ihre Karriere beendete.